# Calligonum azel
Calligonum azel är en slideväxtart som beskrevs av René Charles Maire. Calligonum azel ingår i släktet Calligonum och familjen slideväxter. Inga underarter finns listade i Catalogue of Life.